# Turbot
Turbot (Scophthalmus maximus) je relativno velika vrsta pljosnatice u familiji Scophthalmidae. To je pridnena riba koja obitava u morskoj ili braktičnoj vodi severoistočnog Atlantika, Baltičkog i Sredozemnog mora. To je važna riba za prehrambene svrhe. Turbot u Crnom moru često je bio uključen u ovu vrstu, ali se danas uglavnom smatra zasebnim, crnomorskim turbotom ili kalkanom (S. maeoticus). Pravi turbot nisu prisutni u severozapadnom Atlantiku; „turbot” tog regiona, oko koja je vođen u takozvani Tarbotni rat između Kanade i Španije, je grenlandski iverak ili grenlandski turbot (Reinhardtius hippoglossoides).

## Etimologija
Reč dolazi od starofrancuske reči tourbout, za koji se smatra da je derivat latinske reči turbo („čigra”), što je moguća referenca na njegov oblik. Drugo moguće poreklo je starofrancuske reči je starošvedske reč törnbut, od törn 'trn' + -but 'patrljak, ravna riba', što takođe može biti referenca na njen oblik (uporedite izvornu englesku reč halibut). Jedna rana referenca na turbot se može naći u satiričnoj pesmi (Careva riba) rimskog pesnika Juvenala s kraja 1. i početka 2. veka pre nove ere, koji sugeriše da je ova riba bila delikates u Rimskom carstvu.
Na engleskom jeziku turbot se izgovara /ˈtɜːrbət/ . Francuski izgovor „turbota” je .

## Opis
Turbot je velika levooka riba koja se uglavnom nalazi u blizini obale u peskovitim plitkim vodama širom Sredozemlja, Baltičkog mora, Crnog mora i severnog Atlantika. Evropski turbot ima asimetrično telo u obliku diska, a poznato je da naraste do1 metre (39 inches) u dužinu i da teži 55 pounds (25 kilograms).

## Ribnjaci
Turbot je veoma cenjena hrana, kao riba veoma delikatesnog ukusa, a poznata je i kao brat, brit, ili bat. To je vredna komercijalna vrsta, uzgajana putem akvakulture i lovljena vučnim mrežama. Turbot se uzgaja u Bugarskoj, Francuskoj, Španiji, Portugaliji, Rumuniji, Turskoj, Čileu, Norveškoj i Kini. Turbot ima svetlo belo meso koje zadržava ovaj izgled kada se kuva. Kao i sve ribe, turbot daje četiri fileta s mesnatijim gornjim delovima koji se mogu peći, dinstati, bariti ili pržiti.

## Literatura
- Sepkoski, Jack (2002). „A compendium of fossil marine animal genera”. Bulletins of American Paleontology. 364: 560. Архивирано из оригинала 23. 7. 2011. г. Приступљено 17. 5. 2011.
- Gibson, Robin N (Ed) (2008) Flatfishes: biology and exploitation. Wiley.
- Munroe, Thomas A  (2005) "Distributions and biogeography." Flatfishes: Biology and Exploitation: 42-67.
- Nelson, J. S. (2006). Fishes of the World (4 изд.). Hoboken, NJ: John Wiley & Sons. ISBN 978-0-471-25031-9.
- J. S. Nelson; T. C. Grande; M. V. H. Wilson (2016). Fishes of the World (5th изд.). Wiley. стр. 752. ISBN 978-1-118-34233-6. Архивирано из оригинала 08. 04. 2019. г. Приступљено 18. 07. 2020.
- Campbell, Matthew A.; Chanet, Bruno; Chen, Jhen-Nien; Lee, Mao-Ying; Chen, Wei-Jen (2019). „Origins and relationships of the Pleuronectoidei: Molecular and morphological analysis of living and fossil taxa”. Zoologica Scripta (на језику: енглески). 48 (5): 640—656. ISSN 0300-3256. doi:10.1111/zsc.12372.
- Nelson, Joseph; S. Verfasser (28. 3. 2016). Fishes of the world. ISBN 9781118342336. OCLC 958002567.
- Randall, J. E (2007). Reef and Shore Fishes of the Hawaiian Islands. Sea Grant College Program, University of Hawaiʻi. ISBN 978-1-929054-03-9.
- Cooper, J.A.; and Chapleau, F (1998). „Monophyly and intrarelationships of the family Pleuronectidae (Pleuronectiformes), with a revised classification.”. Fish. Bull. 96 (4): 686—726..
- Campbell, Matthew A.; Chanet, Bruno; Chen, Jhen-Nien; Lee, Mao-Ying; Chen, Wei-Jen (2019). „Origins and relationships of the Pleuronectoidei: Molecular and morphological analysis of living and fossil taxa”. Zoologica Scripta (на језику: енглески). 48 (5): 640—656. ISSN 0300-3256. doi:10.1111/zsc.12372.
- Hoshino, Koichi (1. 11. 2001). „Monophyly of the Citharidae (Pleuronectoidei: Pleuronectiformes: Teleostei) with considerations of pleuronectoid phylogeny”. Ichthyological Research. 48 (4): 391—404. Bibcode:2001IchtR..48..391H. ISSN 1341-8998. doi:10.1007/s10228-001-8163-0.
- Bone Q and Moore RH (2008). Biology of Fishes. Taylor & Francis Group. ISBN 978-0-415-37562-7.
- Merrett NR and Haedrich RL (1997). стр. 36. ISBN 978-0-412-39410-2 https://books.google.com/com. Непознати параметар |DUPLICATE_url= игнорисан (помоћ); Недостаје или је празан параметар |title= (помоћ)[мртва веза] Chapman and Hall. .
- Moyle, PB and Cech, JJ (2004). Fishes, An Introduction to Ichthyology. (5th изд.). ISBN 978-0-13-100847-2., Benjamin Cummings.
- „Demersal fisheries”. Архивирано из оригинала 07. 07. 2006. г. Приступљено 23. 05. 2023. Fishery Research Services. Retrieved 22 July 2009.
- „Deep water demersal fisheries”. 3. 10. 2007. Архивирано из оригинала 07. 10. 2009. г. Приступљено 23. 05. 2023. Joint Nature Conservation Committee. Retrieved 22 July 2009.
- Fairchild, E.A.; Howell, W.H (2004). „Factors affecting the post-release survival of cultured juvenile Pseudopleuronectes americanus” (PDF). Journal of Fish Biology. 65 (Supplementary A): 69—87. Bibcode:2004JFBio..65S..69F. CiteSeerX 10.1.1.532.3120 . doi:10.1111/j.0022-1112.2004.00529.x. Архивирано из оригинала (PDF) 2007-08-18. г.
- Compagno, Leonard J.V. (1984). Sharks of the World: An Annotated and Illustrated Catalogue of Shark Species Known to Date. Rome: Food and Agriculture Organization. ISBN 978-92-5-101384-7.
- Nielsen, J.G. (1977). „The deepest living fish Abyssobrotula galatheae: a new genus and species of oviparous ophidioids (Pisces, Brotulidae)”. Galathea Report. 14: 41—48.
- Bshary, Redouan; Hohner, Andrea; Ait-el-Djoudi, Karim; Fricke, Hans (2006). „Interspecific Communicative and Coordinated Hunting between Groupers and Giant Moray Eels in the Red Sea”. PLOS Biology. 4 (12): e431. PMC 1750927 . PMID 17147471. doi:10.1371/journal.pbio.0040431 .
- Clover, Charles. The End of the Line: How overfishing is changing the world and what we eat. Ebury Press. ISBN 0-09-189780-7., London.
- Myers, R. A.; Worm, B. (2003). „Rapid worldwide depletion of predatory fish communities”. Nature. 423 (6937): 280—283. Bibcode:2003Natur.423..280M. PMID 12748640. doi:10.1038/nature01610. (15 May 2003).
- Dalton, Rex. 2006. "Save the big fish: Targeting of larger fish makes populations prone to collapse." Published online
- „Sustainable seafood: Consumer guides”. panda.org.
- Clover, Charles. 2004. The End of the Line: How overfishing is changing the world and what we eat. Ebury Press, London. ISBN
- Myers, Ransom A.; Worm, Boris (2003). „Rapid worldwide depletion of predatory fish communities”. Nature. 423 (6937): 280—283. Bibcode:2003Natur.423..280M. PMID 12748640. doi:10.1038/nature01610. (15 May 2003).
- Dalton, Rex (2006). „Save the big fish: Targeting of larger fish makes populations prone to collapse”. BioEd Online. Архивирано из оригинала 27. 3. 2017. г. Приступљено 26. 3. 2017.
- Hsieh, Chih-hao; Reiss, Christian S.; Hunter, John R.; Beddington, John R.; May, Robert M.; Sugihara, George (2006). „Fishing elevates variability in the abundance of exploited species”. Nature. 443 (7113): 859—62. Bibcode:2006Natur.443..859H. PMID 17051218. S2CID 4398663. doi:10.1038/nature05232.
- „Monterey Bay Aquarium: Seafood Watch Program - All Seafood List”. Monterey Bay Aquarium. Архивирано из оригинала 2010-07-06. г. Приступљено 2008-04-17.
- Nelson, J. S. (2006). Fishes of the World (4 изд.). Hoboken, NJ: John Wiley & Sons. ISBN 978-0-471-25031-9.
- J. S. Nelson; T. C. Grande; M. V. H. Wilson (2016). Fishes of the World (5th изд.). Wiley. стр. 752. ISBN 978-1-118-34233-6. Архивирано из оригинала 08. 04. 2019. г. Приступљено 18. 07. 2020.

## Spoljašnje veze
- „Scophthalmus maximus (Linnaeus, 1758)”. Integrated Taxonomic Information System.